# 753 pr. n. št.
Stoletja: 9. stoletje pr. n. št. - 8. stoletje pr. n. št. - 7. stoletje pr. n. št.
Desetletja: 800. pr. n. št. 790. pr. n. št. 780. pr. n. št. 770. pr. n. št. 760. pr. n. št. - 750. pr. n. št. - 740. pr. n. št. 730. pr. n. št. 720. pr. n. št. 710. pr. n. št. 700. pr. n. št.
Leta: 758 pr. n. št. 757 pr. n. št. 756 pr. n. št. 755 pr. n. št. 754 pr. n. št.  - 753 pr. n. št. - 752 pr. n. št. 751 pr. n. št. 750 pr. n. št. 749 pr. n. št. 748 pr. n. št.

## Dogodki
- 21. april - ustanovljen Rim (začetek rimskega štetja let; Ab urbe condita)